# San Miguel (Ecuador)
San Miguel de Bolivar es una ciudad ecuatoriana, cabecera del cantón San Miguel, en la provincia de Bolívar. En el censo de 2022 tenía una población de 8806 habitantes, lo que la convierte en la centésima octava ciudad más poblada del país.

## Descripción
San Miguel es el segundo cantón más extenso de Bolívar. Se halla en el centro de la provincia, a 19 kilómetros al sur de Guaranda, a corta distancia de las parroquias de San Lorenzo y San José de Chimbo. El cantón es uno de los más prósperos de la provincia, con comercios, hoteles y demás comodidades cuenta con el IDH calidad de vida más alta de la provincia según el INEC 2010. Su trazado urbano vence subidas y bajadas, ofrece casas con encanto colonial, en las cuales confluyen los estilos arquitectónicos de la Costa y la Sierra. San Miguel cuenta con una variedad de atractivos turísticos como son: la gruta de la Virgen de Lourdes que se encuentra en la vía de San Miguel, el Bosque Protector Casaca Totoras, el Bosque los Arrayanes, la “Cascada Milagrosa” de Balsapamba y disfrute de un agradable baño en las cristalinas aguas del río Cristal. Además, puede visitar la Caverna de los Guardias, En el recinto de Yagüi Grande el mirador Yagüi Urco, La hostería La casa de Yagüi.

## Toponimia
Cuentan los mayores de la "Leyenda Bambacawa" que el nombre de San Miguel se debe a la presencia de una estatua del Arcángel San Miguel, dejada en el lugar por los esclavos españoles que trasladaban mercancías desde la Costa hacia la Sierra. Esta estatua comenzó a ser venerada por los Bambacawa a la que le hicieron un altar y posteriormente una capilla.

## Historia

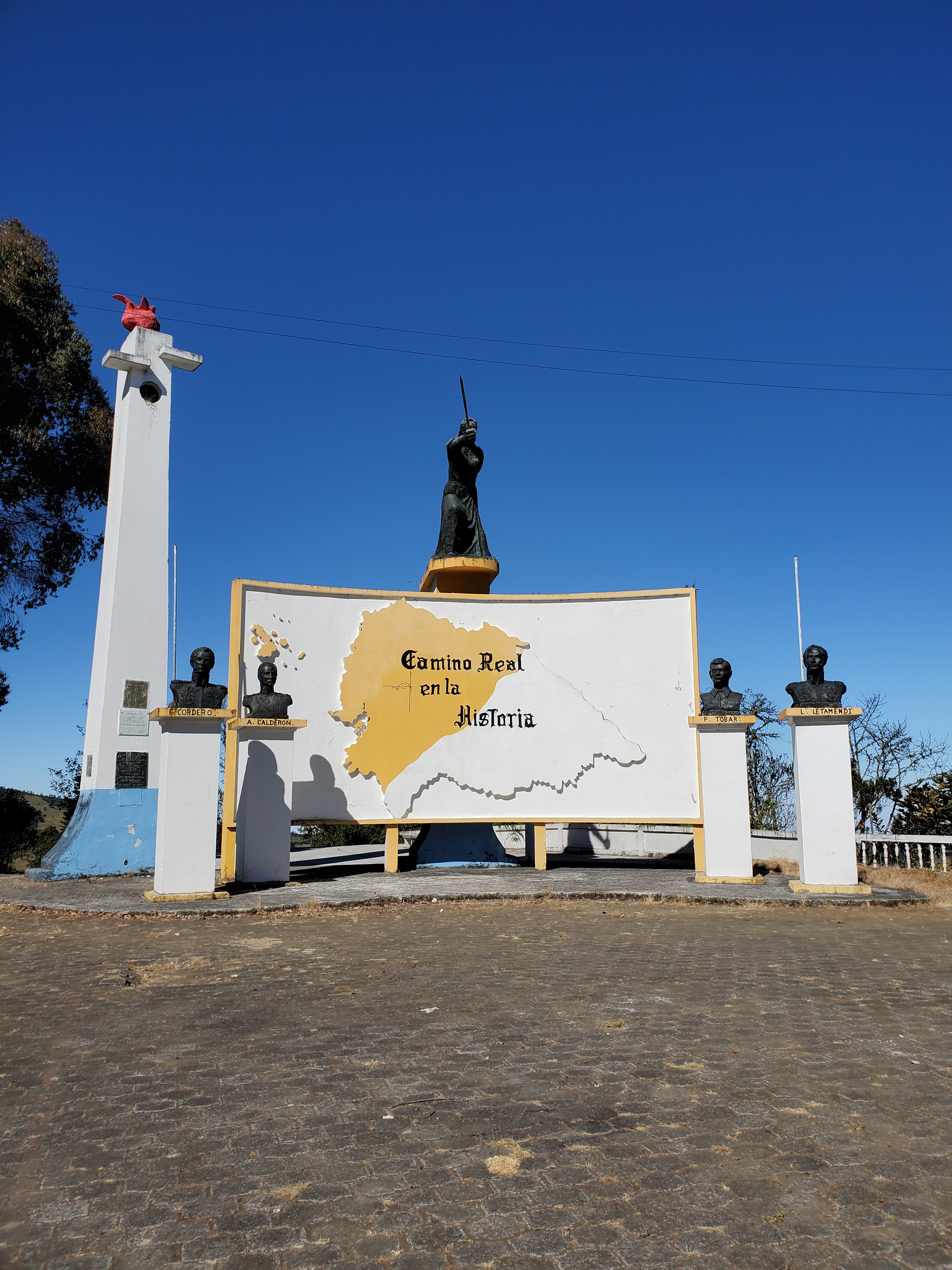
Camino Real

Gonzalo Pizarro en 1539 necesitaba un pueblo cercano a la Costa, porque el camino de Guayaquil a Quito era muy dificultoso, es así que el Capitán Diego de Ampudia fundó la ciudad de los Bambacawa con el nombre del Arcángel San Miguel, más tarde el Obispo de Quito Monseñor Cuero y Caicedo, en acción de gracias por un milagro concedido por el Arcángel San Miguel, elevó a la categoría de parroquia eclesiástica.
El General Veintimilla una vez hecho cargo de la Jefatura Suprema de la República, olvidó su compromiso con el pueblo, pero la perseverancia de los Sanmigueleños conllevó a que el 21 de diciembre de 1876, se reúnan en Asamblea Pública nombrando una Comisión formada por los señores don Juan Pío De Mora, Manuel Yánez y el Cura Párroco don Antonio Domínguez, para que viajen a la ciudad de Quito y soliciten al dictador que cumpla con su ofrecimiento. La comisión fracasó en su cometido, el despotismo y la ingratitud de Veintimilla perjudicó los intereses de este pueblo rebelde. A su regreso la Comisión en una gran asamblea dio a conocer dicha resolución, quienes llenos de indignación patriotismo y fe, deciden autoproclamar la cantonización y nombrar sus autoridades, comunicando de inmediato su libre determinación. Cuando el ilustre guayaquileño, Ministro de Gobierno, de ese entonces, don Pedro Garbo, conoce este hecho heroico realizado por el pueblo Sanmigueleño, exclamó: “Pueblo que así se porta, merece toda consideración y apoyo”; lo que sensibiliza al Jefe Supremo y expide el Decreto de cantonización de San Miguel  el 10 de enero de 1877.

## Clima
El clima de San Miguel fluctúa entre los 7 a 18 °C en algunas parroquias, en la parroquia de Balsapamba y Regulo Mora hasta los 24 °C. El verano es de mayo a octubre y el invierno de noviembre a abril.

### Hidrografía
Río Chimbo que en este lugar toma el nombre de Calagua. El sistema hidrográfico del cantón San Miguel pertenece a la subcuenca del río Babahoyo, conformado por los ríos: Chimbo, Telimbela, San Lorenzo, El Batán, La Esmeralda, Santiago, Cristal, Dulcepamba, Cañí, Pangor, Viejo, Estero de Damas, El Reventado. Todos ellos alimentan el caudal del sistema hídrico de la cuenca del Guayas.

## Flora
En cuanto a la flora encontramos especies de pumín, pumamaqui, romerillo, arrayán, laurel, cedro, árbol de cashca, matico, gañal o cucharilla, algunas leguminosas, la mayoría de estas son medicinales

## Fauna
Las aves más representativas son las siguientes: gavilán, halcón peregrino, pava de monte, paloma, tortolita, lechuza, búho, chotacabras, colibrí, tucán, carpintero, semillero, piranga y reynita. Entre los mamíferos están los siguientes: Osos de anteojos, ratón marsupial, ratón semillero, ratones espinosos, ratas, ardilla, murciélagos, venados, conejos, liebres, tigrillo, puma, gato pajarero, lobo, comadreja, zorrillo, guatusa, guanta y otros. Posee una gran diversidad de mariposas, insectos, anfibios y reptiles como: insecto espina, jambato, ranita de cristal, ranita cutín, rana marsupial, lagartijas, culebra boba, entre otros.

## Demografía
San Miguel cuenta con una población de 27.244 habitantes en la cual está dividido en 14.019 mujeres y 13.225 hombres, Según el censo realizado en el año 2010, indica que la mayor población con un 74.6% se encuentra en el sector rural, mientras que el 25.4% pertenece a la zona urbana. Esta población representa al 8.9% de Provincia de Bolívar (INEC, 2010)

## Desarrollo Social
La principal manifestación cultural es la festividad del Arcángel San Miguel que se realiza el 29 de septiembre, donde se mezclan los rasgos españoles con los indígenas, producto del sincretismo, se realizan corridas de toros populares como la Feria Taurina Arcángel San Miguel, hay encuentros deportivos, shows artísticos y ferias exposiciones. Otras manifestaciones importantes son: Las fiestas del Señor de la Salud que se realizan en la parroquia Santiago el primer domingo de julio de cada año. Las fiestas de San Pablo se celebran el 29 de junio y en la tercera semana de septiembre de cada año las fiestas del Señor de las Misericordias; en Balsapamba se lleva a cabo del 6 al 10 de agosto el festival de la Naranja.
En San Miguel la fiesta de la Virgen de Lourdes se celebra el 8 de septiembre de cada año y en Bilován parroquia de San Miguel se festeja la conmemoración de la Batalla de Camino Real una de las fiestas cívicas más importantes a nivel provincial se realiza el 9 de noviembre de cada año y las de Corpus Cristi. La fiesta del Carnaval es una manifestación cultural de la Provincia, propia del pueblo donde se realizan comparsas bailes y se ha convertido en la mayor manifestación de tradiciones que tiene San Miguel de Bolívar y que se la celebra durante los días jueves del pregón, viernes de Carnaval; sábado en la noche y el domingo de la integración, congregando a gran cantidad de turistas nacionales e inclusive extranjeros.

## Culturas y tradiciones

### Fiestas importantes
Cantonización - 10 de enero. - Las festividades por su cantonización con pregones, desfiles Cívicos, seguido por el famoso Carnaval donde propios y extraños disfrutan llenos de mucha alegría comparsas, bailes populares, podrán degustar la variada y exquisita gastronomía sanmigueleña. Sin olvidar la famosa fiesta Taurina Arcángel San Miguel  una de las más grandes del país que continúa con la tradición fuertemente española del cantón.

#### Fiestas del Patrono Arcángel
Las fiestas del patrono Arcángel San Miguel se lo realiza en el mes septiembre, es una fiesta que ha tomado renombre nacional por la calidad de espectáculos que se dan en esta ocasión. Los sanmigueleños que radican en cualquier parte del país esperan ansiosos esta fecha para retornar a su tierra natal y gustar de: las corridas taurinas, toros de pueblo, show, bailes, carreras de motos, autos, desfiles de la alegría, fuegos pirotécnicos, festivales de bandas de pueblo, pase de la chamiza y chacareros y los tradicionales años, las novenas y la misa de fiesta que se celebra el 29 de septiembre en homenaje a su patrón.

##### Fiestas Populares
Las fiestas del patrono Arcángel San Miguel se lo realiza desde el 24 al 30 de septiembre de cada año. Las novenas y la misa de fiesta que se celebra el 29 de septiembre en homenaje a su patrón. Los barrios y comunidades rompen esta fiesta el 12 de septiembre y termina en el mes de octubre. 
Sus creencias, idiomas, tradiciones son legadas de ultramar, por consiguiente, su aspecto de fe está engastada por la influencia del cristianismo español. Cuenta la tradición que por el año 1534, cuando recién fue fundada la ciudad de San Francisco de Quito, en ese tiempo que está envuelto por las marañas del olvido; en ese tiempo que reposa tranquilo en el sepulcro del recuerdo; allá cuando el pueblo de San Miguel comenzaba a formarse por las leves auroras de su incierto destino y solo un horizonte colmado de ilusiones dejaba ver su placidez, un nuevo día en nuestro parque y hoy, ostentan orgullosamente su floración de rosas, margaritas y jazmines era el místico y mal labrado terreno destinado al cultivo del plátano, la yuca y el café, todos ellos cuidados por su amante y celoso labrador que vivía allí: con sus recuerdos, anhelos y esperanzas bajo el amparo de su Dios: protector, caritativo y bueno.
El arcángel San Miguel es el símbolo de la unidad la grandeza y de los sanmigueleños, su portentosa imagen es luz y guía del pueblo. Sanmigueleño, su creencia incólume, su amor infinito y su respeto indescifrable, año tras año su celebración es motivo de regocijo de fe y orgullo de los sanmigueleños. Su tradición, su ancestro espiritual ha Influenciado para que las festividades en honor al arcángel San Miguel sean llenas de colorido, esplendor y grandeza. 
Un buen día, de esos días radiantes de sol y de hermosura, un campesino, cuyo nombre está grabado en el calendario. Nuestra fe miró entre el forraje como una nubecilla jugueteaba al vaivén del pincel del viento y se iba formando la imagen valerosa del arcángel San Miguel, nuestro campesino ante esta celestial aparición de José caer de rodillas, mientras en el cielo un coro de ángeles entonaba aleluya... aleluya y en el bosque las aves coreaban con sus trinos, cantos y canciones dedicados al divino advenimiento.
Ese ambiente de tanta divinidad y grandeza surgió la tierna y dulce voz del Arcángel dando su primer pregón a su naciente pueblo, a quien le manifestó "Yo soy vuestro patrón, y en este sitio quiero que me construyan mi templo, y as con mi presencia guardaré la fe de nuestros hijos y con mi espada alejaré las artimañas del demonio", así como creció el pueblo se aumentaba la fe y los sanmigueleños orgullosos de su creencia y adoradores de su Patrón, resolvieron adquirir una efigie más grande y más bella, más orgullosa que esté al tono de su espíritu y sus anhelos de grandeza, esta ilusión se plasmó en un milagro, la aparición de la efigie cuando el sol bajaba a anidarse allá tras las montañas.
Dejó en la plazoleta una mula parada, briosa y descansada, la cual se par.o en medio de la plaza, miró a su contorno y dejase caer lentamente como que pensaba que podría hacer daño a la carga que llevaba, la curiosidad de los niños provocó la alarma y la presencia del señor Párroco, Dr. Tis Chico, quién al ordenar la apertura de los cajones sus ojos se llenaron de felicidad y de santa sorpresa. La paz de los niños que se cubrieron de alegría y los ojos de las madres se colmaron de lágrimas y el alma de sus hombres se llenó de candorosa fe y todos al unísono exclamaron: ¡Si, es nuestro Patrón! ¡Esto es un milagro, esto es un milagro!

#### Leyenda
La historia manifiesta que un campesino salió a realizar sus labores cotidianas y al cruzar silencioso sus sembríos fueron interrumpidos por el aleteo de un ave y al fijar su mirada miró sorprendido como una nubecilla dibujada la imagen de un arcángel que le dijo “Yo Soy Vuestro Patrón”.
Después de salir de su asombro y maravillado de lo admirado comunicó al pueblo y decidieron adquirir una imagen más grande, pero cierto día llegó una mula a la plaza con dos grandes cajones en sus lomos preguntándose los habitantes ¿de quién será esa mula? ¿qué hacia por allí? ¿qué contenían esos cajones?
Con el pasar de las horas y antes que la noche cubriera la parroquia, bajaron la carga comprobando que no pesaba y junto con el párroco abrieron los cajones, su sorpresa fue mayor al ver la imagen del Arcángel San Miguel.
Pasaron unos días y llegó el dueño de la imagen a reclamar, no pudiendo llevarse la imagen la dejó al pueblo para que sea venerado.

### Santuario de la Virgen de Lourdes

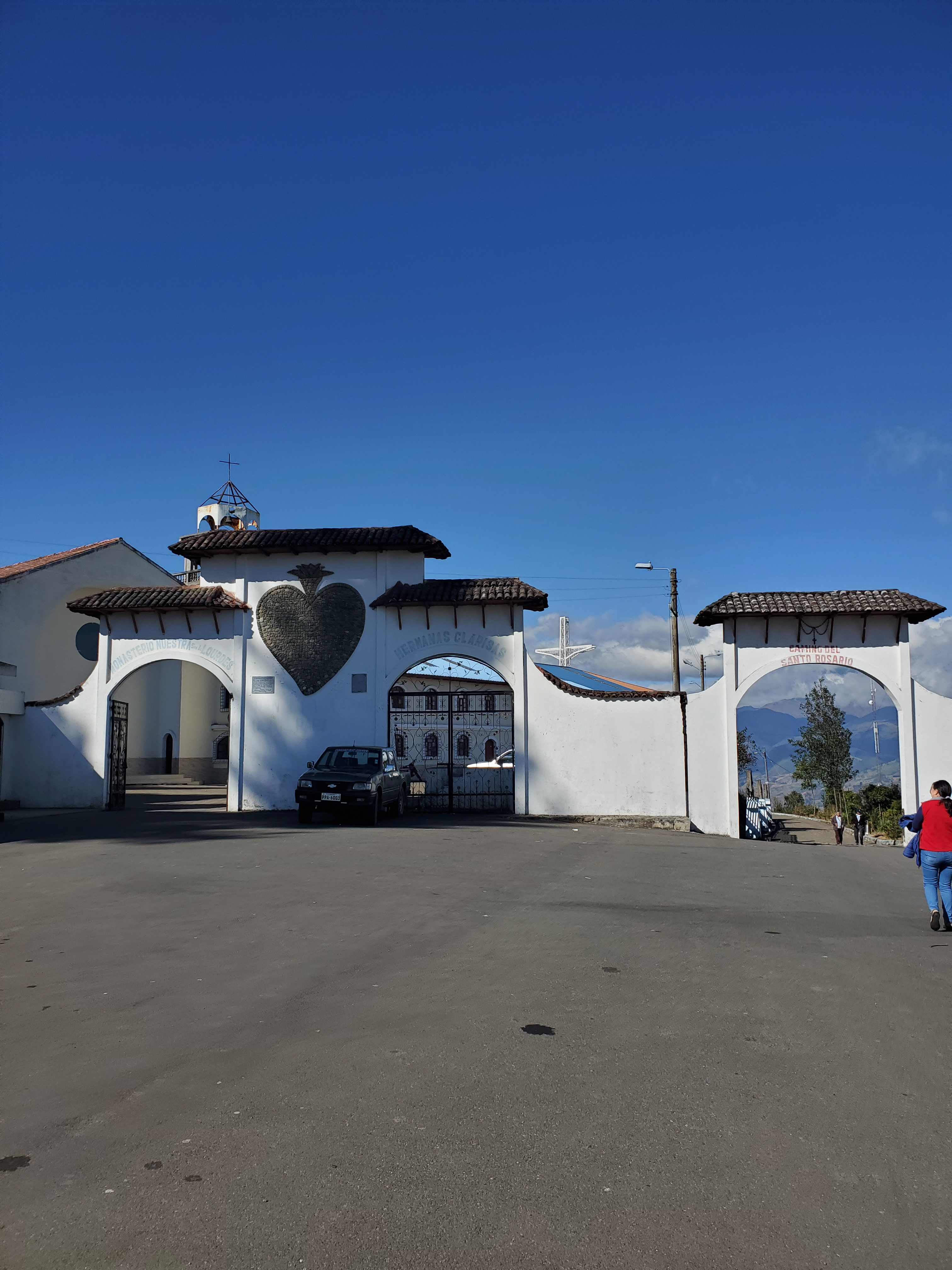
Santuario Virgen de Lourdes

Esta Gruta es una réplica auténtica de la que existe en Francia en los Perineos conocida con el nombre de Lourdes en cuya Gruta se apareció la Madre de Dios a una humilde campesina llamada Bernardita Zubiru.
Es un monasterio cuya estructura física llama la atención, fue diseñado un largo pasillo que describe las 14 estaciones hasta llegar a la Gruta y en los alrededores esta un pequeño bosque que lo adorna.
La Gruta de Lourdes es un atractivo de San Miguel. En una rotura de la cordillera, los fieles colocaron a inicios del siglo una réplica de la virgen aparecida en Francia. Junto a ella, las monjas clarisas construyeron un convento. La gente acude a él masivamente. 
Ubicada a 5 kilómetros de la carretera San Miguel Babahoyo, sector de Piscurco a mano derecha.
Las fiestas en honor a la Virgen María de Lourdes empiezan el 8 del mes de septiembre este es un mes lleno de festividades y desde el 20 las del Arcángel San Miguel Patrono del Pueblo fiestas que tienen renombre Nacional, se dan espectáculos de primera calidad, shows artísticos, novenas, desfiles de la alegría, fuegos pirotécnicos, bandas de pueblo, corrida de Toros, procesiones, misas y los Famosos Años al Patrón.
Peregrinaciones a la Gruta de Lourdes
Una tradición no solo del pueblo sanmigueleño, sino de todos los devotos de la Virgen de Lourdes, que hacen sus peregrinaciones durante el mes de mayo hacia el Santuario que se encuentra en la elevación más alta de San Miguel.
La sagrada imagen que allí existe fue traída en el año de 1902 por el venerable cura párroco Dr. Leonidas Verdezoto Rivadeneira, quien el 2 de febrero del mismo año en compañía de Don Juan Pío de Mora quien fue un hombre muy devoto.
Eligieron este sitio con una gruta formada al natural por enormes bloques de piedra y variados riscos que le dan a esta cima, un lugar vistoso, y agradable que domina el paisaje señorial de San Miguel no ha habido sitios como este en la provincia por su estilo y género.
Una vez colocada la imagen se declaró inaugurado el santuario con el nombre de Lourdes. El 2 de febrero del año 2002, cumplió 100 años de la llegada de la madre santísima del cantón.
La devoción no es solo de los Sanmigueleños vienen de romería de todo el país, existe una fuente de agua natural que los romeriantes afirman es prodigiosa y curativa.

#### Historia

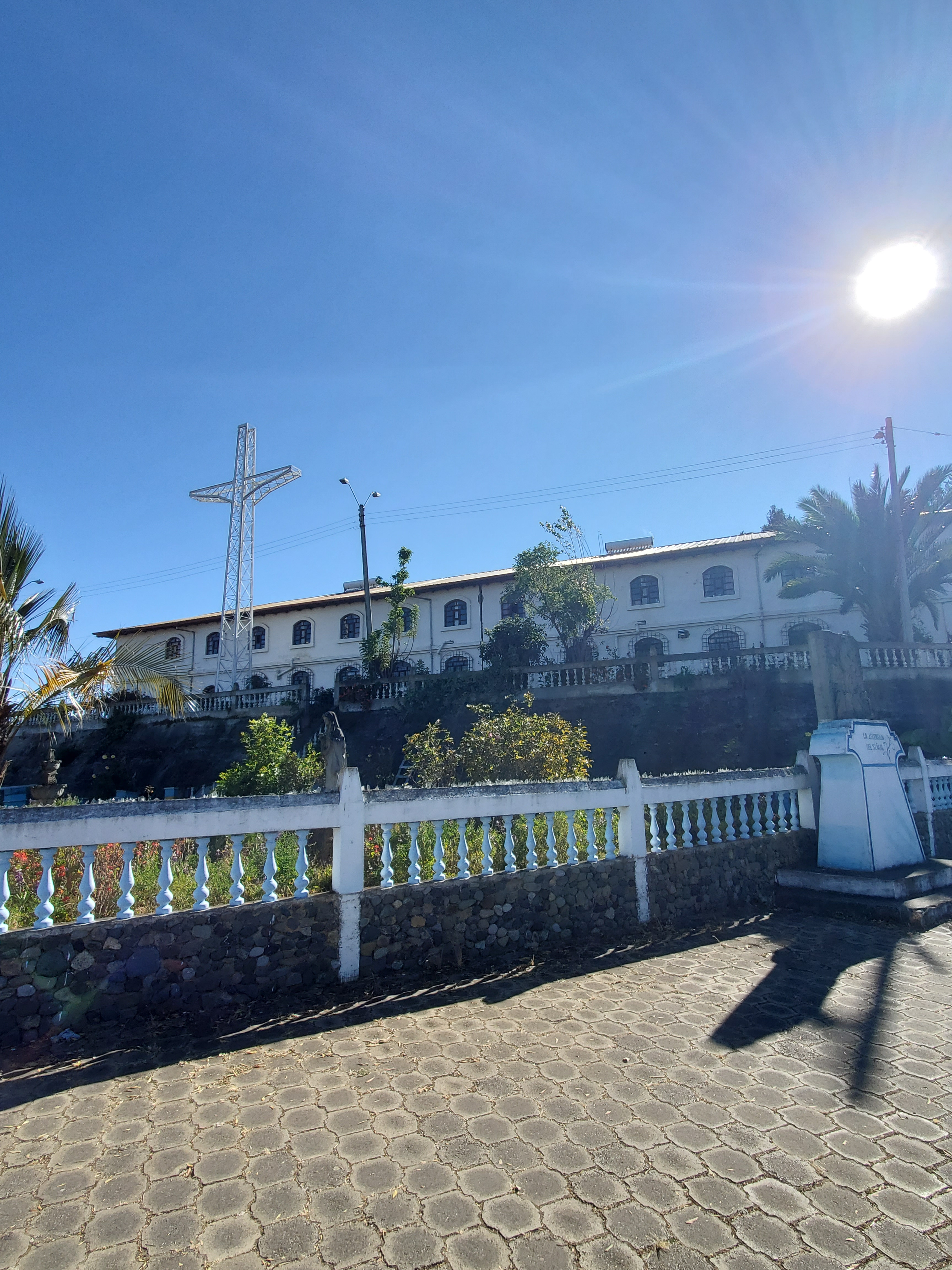
Monasterio de las hermanas Clarisas

Existen dos versiones que se han transmitido de generación a generación con ciertas modificaciones o alteraciones.
La primera versión manifiesta que los pobladores en la época de la colonia veían todas las tardes y noches que reinaba la neblina en los cerros de Lourdes y Padre Urco, produciéndose contrastes y tormentas eléctricas que los atemorizaba.
Cierto día unos jóvenes decidieron irse al cerro de Lourdes; pues, tenían conocimiento de que un campesino mientras pastoreaba sus ovejas había visto por tres ocasiones a una señora alta vestida de blanco con un rosario en sus manos. Recorriendo el cerro encontraron a un campesino al que le solicitaron les cuente y lleve a la Gruta o sitio exacto donde se produjo la aparición.
Una vez allí los jóvenes conversaron y decidieron hablar con el sacerdote del lugar que reunió a las personas del pueblo y resolvieron mandar a construir la imagen de la virgen de Fátima de Francia a fin de colocarla en la gruta donde lo habían visto.
La segunda versión manifiesta que en la vida republicana se dieron enfrentamientos entre conservadores y liberales; y, al librarse la batalla de Galte en una explanada cercana a Riobamba el 14 de diciembre de 1876, las tropas del gobierno fueron derrotados por los rebeldes, teniendo que huir el Coronel Juan Pío de Mora en compañía de varios sanmigueleños, que se ocultaron en la Gruta Natural de origen volcánica conocida con el nombre de Capa Rosa en las cercanías de San Miguel donde permanecieron refugiados varios días.
Un día al preparar los alimentos se partió una piedra en dos y con gran asombro observaron en uno de los costados una imagen pintada de la Virgen María e inmediatamente contaron al párroco de San Miguel quien se trasladó a la cueva, constando el hecho y comprometiéndose a traer una réplica de la Virgen María de Lourdes.

### Carreteras
El principal eje vial de San José de Chimbo es la Carretera E491
| Escudo | Número | Nombre                        | Ruta                                |
| ------ | ------ | ----------------------------- | ----------------------------------- |
|        | E491   | Vía Colectora Babahoyo-Ambato | Babahoyo-San Miguel-Guaranda-Ambato |